# شوفونتن
شهر شوفونتن (به فرانسوی: Chaudfontaine) در شهرستان لیئژ  در استان لیئژ  در منطقه فدرال والوون در کشور بلژیک واقع شده‌است. از ویژگی های این شهر این است که منطقه ای خوش آب هوا است.